# Vincent Poirier (basket-ball)
Pour les articles homonymes, voir Vincent Poirier et Poirier (homonymie).
Vincent Poirier, né le 17 octobre 1993 à Clamart dans les Hauts-de-Seine, est un joueur international français de basket-ball. Il évolue au poste de pivot. Avec l'équipe de France, il est notamment vice-champion olympique en 2021, vice-champion d'Europe en 2022, et médaillé de bronze à la Coupe du monde 2019 et vainqueur de l'Euroligue en 2023 avec le Real Madrid.

## Biographie

### Débuts au Paris-Levallois (2013-2017)
Poirier commence le basket-ball en 2010 au Bussy Basket Club de Bussy-Saint-Georges en Seine-et-Marne.
En 2013-2014, il termine meilleur rebondeur du championnat Espoirs avec des moyennes de 12 points à 49,5 % à deux points, 10,8 rebonds, 1,6 passe décisive et 2,9 balles perdues en 27 minutes en 30 matchs.
Le 24 avril 2014, il signe avec le Paris-Levallois pour trois saisons. Pour la saison 2014-2015, il est prêté à Hyères-Toulon qui évolue en Pro B. Il fait un très bon début de saison en étant une rotation solide de Davante Gardner. Le 14 février 2015, il contribue au succès de son équipe contre Angers en terminant la rencontre avec 10 points à 5/5 aux tirs, 4 rebonds et 1 contre pour 15 d'évaluation en seulement 10 minutes.
Pour la saison 2015-2016, il réintègre l'effectif du Paris-Levallois. À partir du mois de décembre il fait l'objet d'une dérogation spéciale lui permettant de bénéficier d'une licence AS Haut Niveau et ainsi de pouvoir jouer à la fois sous les couleurs du Paris Levallois, et avec le Centre Fédéral en Nationale 1, équipe des jeunes de l’INSEP. En décembre 2015, Frédéric Fauthoux remplace Antoine Rigaudeau au poste d'entraîneur ce qui permet à Poirier d'avoir une chance de montrer son potentiel. Petit à petit, alors qu'il était le cinquième intérieur de l'équipe en début de saison, il devient titulaire. En avril 2016, il est nommé MVP de la 29e journée du championnat de France 2015-2016 après avoir terminé la rencontre contre le BCM Gravelines-Dunkerque avec 23 points à 10/14, 12 rebonds, 2 contres et 2 passes décisives pour 34 d'évaluation en 25 minutes, alors qu'il commençait le match en tant que remplaçant.
En juillet 2016, il participe à la NBA Summer League d'Orlando avec le Magic d'Orlando. Pour son premier match, il termine avec 6 points à 3/6, 5 rebonds et 1 passe décisive en 15 minutes. En cinq matches (dont une titularisation), il a des moyennes de 4,2 points, 4,4 rebonds, 0,6 passe décisive, 0,4 interception et 0,6 contre en 11,5 minutes par match. Il retourne ensuite participer à la préparation du Paris-Levallois. Le 11 septembre 2016, dans le cadre de la pré-saison, il remporte avec son équipe le trophée Sarthe/Pays de la Loire dans un tournoi à trois équipes en battant Le Mans et Anvers. Apprécié par son entraîneur Frédéric Fauthoux, il est une pièce maitresse de l'effectif parisien lors de la saison 2016-2017.

### Expérience en Euroligue (2017-2019)
Après avoir une nouvelle fois participé à la NBA Summer League, cette fois-ci avec les Nets de Brooklyn, il signe son premier contrat à l'étranger, en Espagne, au Saski Baskonia qui dispute l'Euroligue. Son parcours dans cette compétition est remarqué et l'intérieur français se voit distingué en étant nommé dans le deuxième cinq idéal de la saison d'Euroligue 2018-2019. À l'issue de cette saison, Vincent Poirier est alors pressenti pour intégrer la NBA et les Celtics de Boston.

### Le grand saut en NBA (2019-2021)
Le 2 juillet 2019, il est annoncé pour signer aux Celtics de Boston pour une durée de deux saisons. Le 16 juillet, Poirier quitte officiellement le Saski Baskonia après négociations. Après avoir disputé sept rencontres avec les Celtics, il est envoyé aux Red Claws du Maine en G-League le 5 décembre.
Le 19 novembre 2020, il est envoyé au Thunder d'Oklahoma City. Le 8 décembre 2020, il est finalement transféré aux 76ers de Philadelphie.
Le 25 mars 2021, dans un échange à trois équipes, il est envoyé aux Knicks de New York et coupé dans la foulée.

### Retour en Europe au Real Madrid puis à transfert à l'Anadolu Efes (2021-)
Le 9 avril 2021, il s'engage pour 3 saisons avec le Real Madrid. La date limite d'inscription étant passée, il ne pourra pas participer aux play-offs d'Euroligue pour la fin de saison 2021.
Le 10 octobre 2023, lors d'une rencontre amicale contre l'équipe NBA des Mavericks de Dallas, Vincent Poirier marque 19 points et prend 10 rebonds. Il est élu MVP de la rencontre.
Le 25 juin 2024, il s'engage pour trois saisons avec l'Anadolu Efes, club turc évoluant en Euroligue,.

## Équipe de France
En 2013, il participe au championnat d'Europe des 20 ans et moins en Estonie et termine à la 9e place de la compétition.
Il est sélectionné en équipe de France A' en 2014, 2015 et 2019.
Malgré sa progression faramineuse jusqu'en NBA et au Real Madrid, il n'a été sélectionné que de manière "surprise" depuis 2017. Membre de l'équipe qui a gagné 3 médailles sur ses 4 dernières compétitions, champion de l'Euroligue en juin 2023, il n'est pourtant pas appelé par Vincent Collet pour intégrer l'effectif participant aux championnats du monde débutant en août 2023.
Sélectionné pour l'Euro 2025, il déclare forfait lors de la préparation en raison d'une blessure au genou droit.

## Clubs successifs
- 2013-2014 :  Paris-Levallois (Pro A)
- 2014-2015 :  Hyères Toulon Var Basket (Pro B) prêt
- 2015-2016 : 
  -  Paris-Levallois (Pro A)
  -  Centre fédéral (NM1)
- 2016-2017 :  Paris-Levallois (Pro A)
- 2017-2019 :  Saski Baskonia (Liga Endesa)
- 2019-2020 :  Celtics de Boston (NBA) /  Red Claws du Maine (G-League)
- 2020-mars 2021 :  76ers de Philadelphie (NBA)
- avril 2021-2024 :  Real Madrid (Liga Endesa)
- depuis 2024 :  Anadolu Efes (Super Lig)

## Palmarès

### En club
- Vainqueur de la Coupe de France 2013.
- Vainqueur du Match des Champions 2013.
- Vainqueur de la Supercoupe d'Espagne 2021, 2022 et 2023
- Champion d'Espagne en 2022, 2024
- Vainqueur de l'Euroligue en 2023
- Vainqueur de la coupe du Roi en 2024
- Finaliste de l’Euroligue 2022 et l'Euroligue 2024 avec le Real Madrid

### En sélection nationale
- Médaille d’argent au Championnat d'Europe 2022 en Allemagne.
- Médaille d’argent aux Jeux olympiques en 2021 à Tokyo
- Médaille de bronze à la Coupe du monde 2019 en Chine.

### Distinctions personnelles
- Membre du deuxième cinq idéal de l'Euroligue 2018-2019
- Meilleur rebondeur de l'Euroligue 2018-2019
- Meilleur rebondeur du championnat Espoir en 2013-2014.
- Chevalier de l'ordre national du Mérite (décret du 8 septembre 2021)[29]

## Statistiques
| Leader de la ligue |

gras = ses meilleures performances

### En espoir
Les statistiques de Vincent Poirier dans le championnat Espoirs sont les suivantes :
| Saison    | Équipe          | Matchs | 5 Dép. | Minutes | % Tirs | % 3pts | % LF | Rbds/m | PassD/m | Int/m | Ctrs/m | Pts/m |
| --------- | --------------- | ------ | ------ | ------- | ------ | ------ | ---- | ------ | ------- | ----- | ------ | ----- |
| 2011-2012 | Paris-Levallois | 28     | 4      | 8,3     | 34,1   | -      | 45,7 | 2,2    | 0,1     | 0,2   | 0,1    | 1,6   |
| 2012-2013 | Paris-Levallois | 29     | 13     | 19,6    | 48,5   | 0,0    | 55,9 | 6,1    | 0,6     | 0,6   | 1,2    | 8,7   |
| 2013-2014 | Paris-Levallois | 30     | 24     | 27,0    | 49,5   | 0,0    | 67,0 | 10,8   | 1,6     | 1,4   | 1,4    | 12,0  |
| Carrière  | Carrière        | 87     | 41     | 18,5    | 47,9   | 0,0    | 60,1 | 6,5    | 0,8     | 0,7   | 0,9    | 7,6   |

### En professionnel

#### France

##### Saison régulière
Les statistiques de Vincent Poirier en France sont les suivantes :
| Saison        | Équipe          | Championnat   | Matchs | 5 Dép. | Minutes | % Tirs | % 3pts | % LF | Rbds/m | PassD/m | Int/m | Ctrs/m | Pts/m |
| ------------- | --------------- | ------------- | ------ | ------ | ------- | ------ | ------ | ---- | ------ | ------- | ----- | ------ | ----- |
| 2013-2014     | Paris-Levallois | Pro A         | 7      | 0      | 3,1     | 60,6   | -      | 50,9 | 0,7    | 0,0     | 0,0   | 0,0    | 1,1   |
| 2014-2015     | Hyères-Toulon   | Pro B         | 34     | 4      | 13,7    | 52,9   | -      | 61,3 | 3,7    | 0,4     | 0,5   | 0,5    | 3,9   |
| 2015-2016     | Paris-Levallois | Pro A         | 26     | 12     | 16,8    | 60,6   | 0,0    | 68,8 | 5,0    | 0,5     | 0,5   | 0,6    | 7,8   |
| 2015-2016     | Centre fédéral  | NM1           | 7      | 7      | 24,5    | 58,3   | 25,0   | 73,3 | 9,3    | 1,6     | 1,1   | 1,9    | 15,3  |
| 2016-2017     | Paris-Levallois | Pro A         | 34     | 34     | 24,6    | 54,0   | 0,0    | 68,2 | 8,1    | 0,7     | 0,5   | 0,8    | 11,2  |
| Carrière      | Carrière        | Carrière      | 108    | 57     | 14,8    | 56,0   | 14,3   | 67,6 | 5,6    | 0,6     | 0,5   | 0,7    | 7,7   |
| All-Star Game | All-Star Game   | All-Star Game | 1      | 0      | 15,0    | 69,2   | 50,0   | 0,0  | 5,0    | 1,0     | 2,0   | 0,0    | 19,0  |

##### Playoffs
Les statistiques de Vincent Poirier en playoffs sont les suivantes :
| Saison    | Équipe          | Matchs | 5 Dép. | Minutes | % Tirs | % 3pts | % LF | Rbds/m | PassD/m | Int/m | Ctrs/m | Pts/m |
| --------- | --------------- | ------ | ------ | ------- | ------ | ------ | ---- | ------ | ------- | ----- | ------ | ----- |
| 2013-2014 | Paris-Levallois | 2      | 0      | 1,0     | 33,3   | -      | -    | 0,5    | 0,0     | 0,0   | 0,0    | 1,0   |
| 2016-2017 | Paris-Levallois | 6      | 6      | 17,8    | 50,1   | -      | 80,7 | 4,2    | 0,7     | 0,3   | 0,7    | 8,0   |
| Carrière  | Carrière        | 8      | 6      | 13,6    | 49,0   | -      | 80,7 | 3,3    | 0,5     | 0,2   | 0,5    | 6,3   |

#### Espagne
Les statistiques de Vincent Poirier en Liga ACB sont les suivantes :
| Saison    | Équipe         | Matchs | 5 Dép. | Minutes | % Tirs | % 3pts | % LF | Rbds/m | PassD/m | Int/m | Ctrs/m | Pts/m |
| --------- | -------------- | ------ | ------ | ------- | ------ | ------ | ---- | ------ | ------- | ----- | ------ | ----- |
| 2017-2018 | Saski Baskonia | 43     | 20     | 18,9    | 59,9   | -      | 72,2 | 5,6    | 0,9     | 0,5   | 0,8    | 8,5   |
| 2018-2019 | Saski Baskonia | 36     | 30     | 21,4    | 62,1   | 33,3   | 62,7 | 6,1    | 1,2     | 0,8   | 1,2    | 9,3   |
| Carrière  | Carrière       | 79     | 50     | 20,0    | 61,0   | 33,3   | 68,2 | 5,8    | 1,1     | 0,6   | 1,0    | 9,0   |

#### Coupes d'Europe

##### EuroCoupe
Les statistiques de Vincent Poirier en EuroCoupe sont les suivantes :
| Saison    | Équipe          | Matchs | 5 Dép. | Minutes | % Tirs | % 3pts | % LF | Rbds/m | PassD/m | Int/m | Ctrs/m | Pts/m |
| --------- | --------------- | ------ | ------ | ------- | ------ | ------ | ---- | ------ | ------- | ----- | ------ | ----- |
| 2013-2014 | Paris-Levallois | 6      | 0      | 9,1     | 13,3   | -      | 100  | 2,3    | 0,2     | 0,0   | 0,5    | 1,3   |

##### EuroLigue
Les statistiques de Vincent Poirier en EuroLigue sont les suivantes :
| Saison    | Équipe         | Matchs | 5 Dép. | Minutes | % Tirs | % 3pts | % LF | Rbds/m | PassD/m | Int/m | Ctrs/m | Pts/m |
| --------- | -------------- | ------ | ------ | ------- | ------ | ------ | ---- | ------ | ------- | ----- | ------ | ----- |
| 2017-2018 | Saski Baskonia | 34     | 23     | 17,8    | 57,3   | -      | 72,5 | 5,2    | 1,0     | 0,6   | 0,9    | 8,2   |
| 2018-2019 | Saski Baskonia | 34     | 26     | 25,6    | 61,7   | -      | 73,1 | 8,3    | 1,1     | 0,8   | 0,8    | 12,0  |
| Carrière  | Carrière       | 68     | 49     | 21,7    | 60,0   | -      | 72,8 | 6,8    | 1,0     | 0,7   | 0,8    | 10,1  |

#### États-Unis

##### G-League
Les statistiques de Vincent Poirier en G-League sont les suivantes :
| Saison    | Équipe             | Matchs | 5 Dép. | Minutes | % Tirs | % 3pts | % LF | Rbds/m | PassD/m | Int/m | Ctrs/m | Pts/m |
| --------- | ------------------ | ------ | ------ | ------- | ------ | ------ | ---- | ------ | ------- | ----- | ------ | ----- |
| 2019-2020 | Red Claws du Maine | 4      | 0      | 26,5    | 62,2   | 50,0   | 90,0 | 9,0    | 2,0     | 0,8   | 3,3    | 16,3  |

##### NBA

###### Saison régulière
Les statistiques de Vincent Poirier en NBA sont les suivantes :
| Saison    | Équipe       | Matchs | Titul. | Min./m | % Tir | % 3pts | % LF | Rbds/m. | Pass/m. | Int/m. | Ctr/m. | Pts/m. |
| --------- | ------------ | ------ | ------ | ------ | ----- | ------ | ---- | ------- | ------- | ------ | ------ | ------ |
| 2019-2020 | Boston       | 22     | 0      | 5,9    | 47,2  | 50,0   | 85,7 | 1,95    | 0,36    | 0,09   | 0,41   | 1,86   |
| 2020-2021 | Philadelphie | 10     | 0      | 3,9    | 25,0  | 0,0    | 33,3 | 1,40    | 0,20    | 0,00   | 0,30   | 0,80   |
| Total     | Total        | 32     | 0      | 5,3    | 41,7  | 33,3   | 61,5 | 1,78    | 0,31    | 0,06   | 0,38   | 1,53   |

###### Playoffs
| Saison | Équipe | Matchs | Titul. | Min./m | % Tir | % 3pts | % LF | Rbds/m. | Pass/m. | Int/m. | Ctr/m. | Pts/m. |
| ------ | ------ | ------ | ------ | ------ | ----- | ------ | ---- | ------- | ------- | ------ | ------ | ------ |
| 2020   | Boston | 1      | 0      | 1,8    | 0,0   | 0,0    | 0,0  | 0,00    | 1,00    | 1,00   | 0,00   | 0,00   |
| Total  | Total  | 1      | 0      | 1,8    | 0,0   | 0,0    | 0,0  | 0,00    | 1,00    | 1,00   | 0,00   | 0,00   |

###### Records sur une rencontre en NBA
Les records personnels de Vincent Poirier en NBA sont les suivants, :
| Type de statistique        | Saison régulière | Saison régulière       | Saison régulière | Playoffs | Playoffs             | Playoffs     |
| Type de statistique        | Record           | Adversaire             | Date             | Record   | Adversaire           | Date         |
| -------------------------- | ---------------- | ---------------------- | ---------------- | -------- | -------------------- | ------------ |
| Points                     | 5                | 2 fois                 | 2 fois           | -        | -                    | -            |
| Paniers marqués            | 2                | 3 fois                 | 3 fois           | -        | -                    | -            |
| Paniers tentés             | 4                | Cavaliers de Cleveland | 9 décembre 2019  | -        | -                    | -            |
| Paniers à 3 points réussis | 1                | Lakers de Los Angeles  | 20 janvier 2020  | -        | -                    | -            |
| Paniers à 3 points tentés  | 2                | Lakers de Los Angeles  | 20 janvier 2020  | -        | -                    | -            |
| Lancers francs réussis     | 2                | 2 fois                 | 2 fois           | -        | -                    | -            |
| Lancers francs tentés      | 2                | 3 fois                 | 3 fois           | -        | -                    | -            |
| Rebonds offensifs          | 3                | 2 fois                 | 2 fois           | -        | -                    | -            |
| Rebonds défensifs          | 6                | Wizards de Washington  | 13 août 2020     | -        | -                    | -            |
| Rebonds totaux             | 9                | Wizards de Washington  | 13 août 2020     | -        | -                    | -            |
| Passes décisives           | 3                | Wizards de Washington  | 13 novembre 2019 | 1        | @ Raptors de Toronto | 30 août 2020 |
| Interceptions              | 1                | 2 fois                 | 2 fois           | 1        | @ Raptors de Toronto | 30 août 2020 |
| Contres                    | 3                | Wizards de Washington  | 13 août 2020     | -        | -                    | -            |
| Balles perdues             | 2                | Wizards de Washington  | 13 août 2020     | -        | -                    | -            |
| Minutes jouées             | 16               | Wizards de Washington  | 13 août 2020     | 2        | @ Raptors de Toronto | 30 août 2020 |

- Double-double : 0
- Triple-double : 0

Dernière mise à jour : 5 novembre 2020